# Pothyne malaccensis
Pothyne malaccensis är en skalbaggsart som beskrevs av Stefan von Breuning 1942. Pothyne malaccensis ingår i släktet Pothyne och familjen långhorningar. Inga underarter finns listade i Catalogue of Life.